# Lake Evelyn
Der Lake Evelyn ist ein See im Selwyn District der Region Canterbury auf der Südinsel von Neuseeland.

## Geographie
Der Lake Evelyn befindet sich zwischen den bis zu 1445 m hohen Cottons Sheep Range im Westen, dem 1050 m hohen Little Mount Ida im Norden und dem 1109 m hohen Mount Hennah im Südsüdosten. Der 17,1 Hektar große See erstreckt sich auf einer Höhe von 586 m über eine Länge von rund 1,17 km in Nordnordwest-Südsüdost-Richtung und misst an seiner breitesten Stelle rund 250 m in Südwest-Nordost-Richtung. Der Umfang des Sees bemisst sich auf eine Länge von rund 2,75 km.
Gespeist wird der Lake Evelyn durch einige wenige Bäche. Entwässert wird der See über den Hennah Stream, der am südwestlichen Ende des Sees gebildet wird und nach 2,2 km seine Wässer dem Ryton River und darüber dem Lake Coleridge zuträgt.